# Salinelle di Paternò

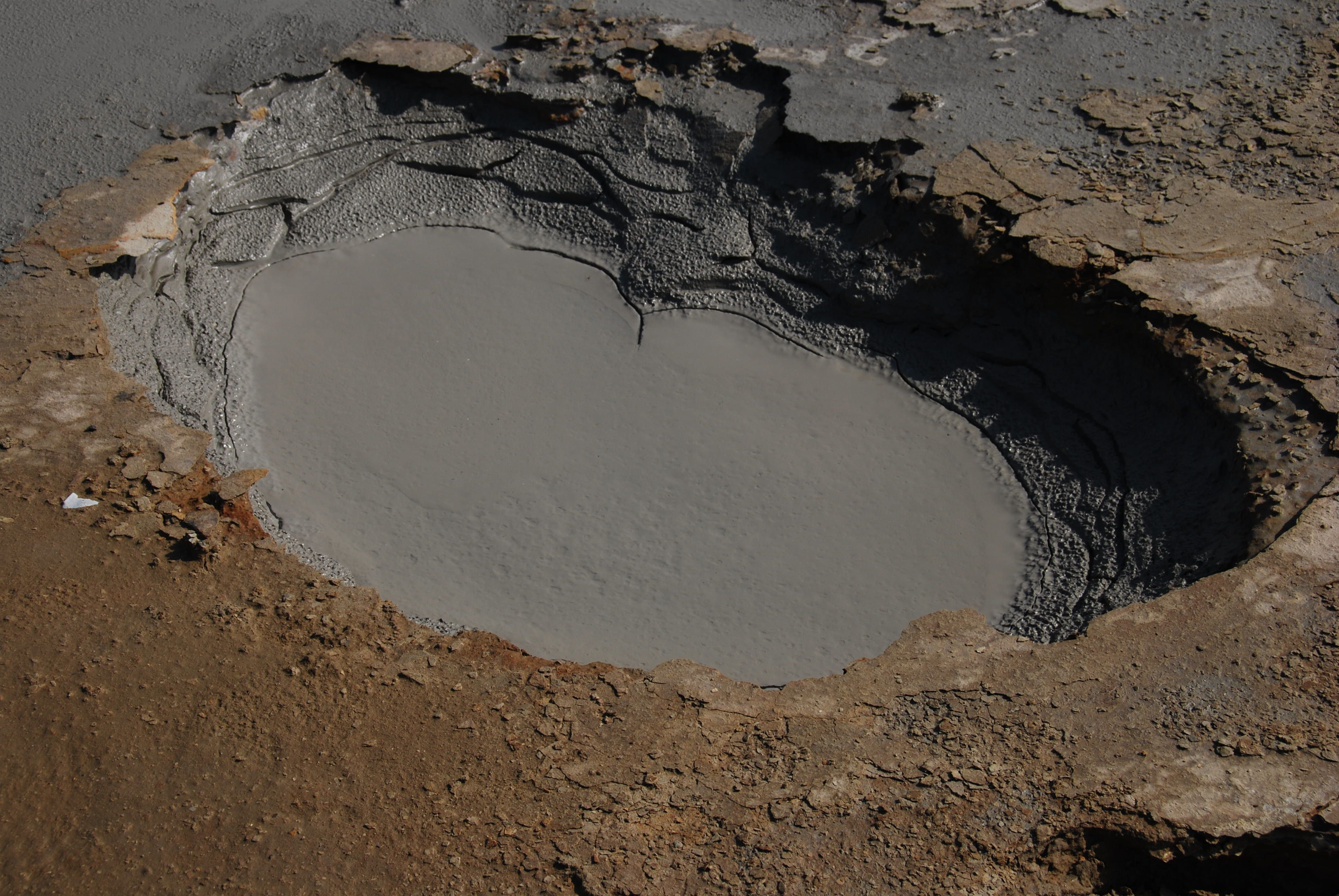
Una salinella quiescente

Le Salinelle di Paternò sono un'area geologico-naturalistica situata all'interno del territorio di Paternò, in provincia di Catania. Nel 2016 sono stati riconosciuti come geosito dall'assessorato al territorio e ambiente della Regione Siciliana e inseriti nel "Sistema delle Salinelle del Monte Etna"

## Descrizione e localizzazione
Nel territorio paternese esistono tre siti, uno denominato Salinelle dei Cappuccini o dello Stadio, e l'altro invece Salinelle del Fiume. Secondo recenti studi, la manifestazione di queste emissioni di gas delle salinelle paternesi è attribuibile alla presenza nel sottosuolo di cunei tettonici che formano il fronte più avanzato della Falda di Gela. Il terzo è sono le Salinelle di "San Biagio - Belpasso”. Le tre Salinelle, pur traendo origine da un'identica causa naturale, presentano ciascuna delle caratteristiche e delle peculiarità specifiche che contraddistinguono le une dalle altre. Lo stesso fenomeno che ne è alla base (post-vulcanico per alcuni, vulcanismo secondario per altri, pseudo-vulcanico per altri ancora),è discutibile, in quanto le Salinelle con la loro specificità non si identificano integralmente con uno solo di essi ma di tutti e tre hanno qualcosa in comune. Proprio per questo di volta in volta esse hanno preso i nomi più diversi: mofete, salse, vulcanetti di fango, polle, pozzi di fango. Le Salinelle emettono, oltre ad acqua salata e fango, anidride carbonica 95%, azoto 3-4%, metano 1,5%. idrogeno 1%, acido solfidrico, elio nonché tracce oleose di idrocarburi, e la loro attività pare sia legata prevalentemente al degassamento dell'energia residuale di quello stesso bacino magmatico che a suo tempo dette origine, con una eruzione eccentrica rispetto all'asse dell'Etna, al Vulcanetto di Paternò (Collina di Paternò) e che da tempo è in via di progressivo raffreddamento.
Salinelle dei Cappuccini
Sono collocate all'estrema periferia nordoccidentale della città e denominate Salinelle dei Cappuccini, poiché sorge in una zona in cui dal 1556 al 1596 era presente la chiesa dei Frati Cappuccini, sede poi abbandonata a causa dell'insalubrità dell'aria e costruita nella sua attuale ubicazione.
Tale fonte è detta anche Salinelle dello Stadio in quanto si trovano in prossimità dello stadio comunale, oppure Salinelle di San Marco in quanto tocca il versante nordorientale della collina di San Marco.
Presentano un terreno argilloso che non consente lo sviluppo di vegetazione e il suo aspetto è mutevole a seconda delle condizioni climatiche. Delle due salinelle che sorgono nel territorio di Paternò, hanno maggiore estensione (30.000 m2) e sono le più attive in quanto presentano numerosi fenomeni di emissione di acqua e fango con un alto contenuto salino.
Salinelle del Fiume
L'altro sito è invece localizzato sulla sponda sinistra del fiume Simeto, nei pressi di Passo d'Ipsi, tre chilometri ad ovest del centro abitato di Paternò. Sono interessanti manifestazioni postvulaniche legate alla vicinanza del vulcano di Paternò,  prodotte dalla risalita di acque che raggiungono i 50-60 °C. L'area è interessante per la presenza di numerosi vulcanetti, piccoli apparati con emissioni fangose poco alimentate,  con modestissime emissioni gassose, che nascono e si estinguono anche dopo qualche giorno.
Salinelle di "San Biagio - Belpasso
Anche queste ricadono nel territorio del comune di Paternò e riconosciute geosito di tipo “Vulcanologico e Geochimico” di rilevanza mondiale. Si trovano in contrada Vallone Salato, a sud-est del Vulcanetto di Paternò. L’emissione di gas dà vita a vulcanetti di fango e una caratteristica è il forte contenuto di tracce oleose di idrocarburi. Si tratta di un'area di dimensione più modesta che presenta una certa difficoltà ad essere raggiunta e che è defilata alla vista dalla vicina strada provinciale 135 ma da questa non molto distante. Accanto a dei vulcanetti ormai spenti,dal materiale consolidato,  sono ammirabili un certo numero di vulcanetti attivi di consistenti dimensioni. La cosa che colpisce l'occhio del visitatore è la purezza dell'argilla prodotta e la particolare disposizione di alcuni vulcanetti e del rigagnolo di fanghiglia da essi alimentato che in una sua parte riproduce in piccolo la fase torrentizia di un fiume

## Storia
Sulla loro genesi molte sono state le ipotesi formulate nel corso degli anni da diversi studiosi che si sono interessati del fenomeno. Attraverso esami radiometrici effettuati negli anni scorsi, la loro formazione è datata al VI millennio a.C., e sembra strettamente legata alle attività dell'Etna.
Tracce di insediamenti umani vengono fatte risalire al Neolitico, e ciò è dimostrato da recenti scavi che hanno scoperto la presenza di ceramiche, lavorate con i fanghi dei vulcanetti. Prime notizie storiche sulle manifestazioni delle salinelle di Paternò sono riportate dallo storico Diodoro Siculo (60 - 30 a.C.). I Romani se ne servirono e le utilizzarono come stazione termale, mentre gli Arabi utilizzarono i fanghi per i più svariati scopi.
A cominciare dal 1736 le salinelle furono oggetto di numerosi studi scientifici, il primo dei quali dal medico paternese Vincenzo Chisari (1707-1767). Altri studi furono effettuati da importanti scienziati quali Giuseppe Recupero (1815), Henri Sainte-Claire Deville (1856), Ferdinand-André Fouqué (1865), Orazio Silvestri (1866), Filippo Eredia (1931), Gustavo Cumin (1954) e Salvatore Cocuzza Silvestri (1956-1973).
Le più intense attività delle salinelle, caratterizzate da forti emissioni di acque fangose, si verificarono nel 1866, 1878, 1953 e 1956.

## Medicina
In passato le acque fangose delle salinelle di Paternò venivano utilizzate a scopo terapeutico su persone e animali, per la cura di alcune patologie reumatiche.